# Ashintully Castle

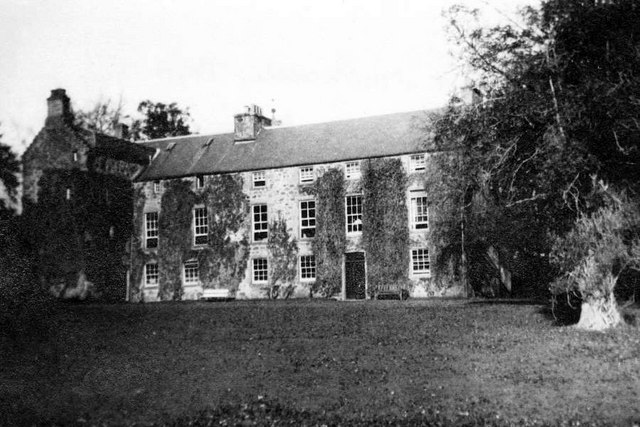
Ashintully Castle um 1947

Ashintully Castle ist ein Landhaus bei Kirkmichael, nördlich von Blairgowrie in der schottischen Grafschaft Perthshire (heute: Verwaltungsbezirk Perth and Kinross). Am Anfang handelte es sich um einen befestigten Wohnturm, den der Clan Spalding, die Feudalherren von Ashintully, 1583 errichten ließ. Die Barone Spalding waren die Clanchefs des Clans Spalding und Unterstützer des Duke of Atholl, Chef des Clan Murray. Die Spaldings von Ashintully und ihre Nebenlinien waren Jakobiten und unterstützten das Haus Stuart.
Das heutige Landhaus erreicht man über die Fernstraße B950 nordöstlich von Kirkmichael. Historic Scotland hat es als historisches Bauwerk der Kategorie B gelistet.
Der Name „Ashintully“ ist eine anglizistische Verballhornung des schottisch-gälischen „Eas an Tuleich“, das im Deutschen „Kaskade des Hügelchens“ bedeutet.